# Callichilia barteri
Callichilia barteri là một loài thực vật có hoa trong họ La bố ma. Loài này được (Hook.f.) Stapf mô tả khoa học đầu tiên năm 1902.